# فرماندهی نیروهای ویژه ارتش فرانسه
فرماندهی نیروهای ویژه ارتش فرانسه (فرانسوی: Commandement des forces spéciales Terre, COM FST‎) یگان نیروهای ویژه زیرمجموعه نیروی زمینی فرانسه است، که در سال ۲۰۰۲ تأسیس شد.